# Waldemar van Pruisen (1889-1945)

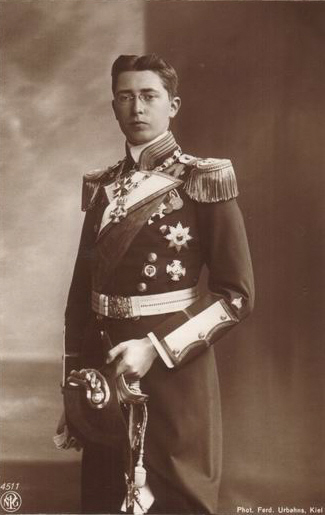
Waldemar van Pruisen, circa 1910.

Waldemar Willem Lodewijk Frederik Victor Hendrik van Pruisen (Kiel, 20 maart 1889 - Tutzing, 2 mei 1945) was een Pruisische prins uit het huis Hohenzollern.

## Levensloop
Waldemar was de oudste zoon van prins Hendrik van Pruisen uit diens huwelijk met Irene van Hessen-Darmstadt, dochter van groothertog Lodewijk IV van Hessen-Darmstadt. 
Hij werd onderwezen door leraren van het Gymnasium van Kiel. Na zijn Abitur ging hij rechten studeren; eerst aan de Universiteit van Straatsburg en daarna aan de Christian Albrechts-Universiteit in Kiel. Van 1912 tot 1913 was Waldemar regeringsreferendaris in Hannover en op 10 september 1913 werd hij eveneens hopman in het Eerste Garderegiment te Voet. Bovendien diende hij als luitenant-kolonel à la suite in de Keizerlijke Marine. Tijdens de Eerste Wereldoorlog was hij commandant van het Keizerlijke Motorvoertuigkorps. Na het einde van de oorlog in 1918 werd hij als majoor van de cavalerie à la suite uit krijgsdienst ontslagen.
Op 14 augustus 1919 huwde hij met Calixta van Lippe-Detmold (1895-1982), dochter van prins Frederik Willem van Lippe-Detmold, die in 1914 als generaal-majoor was gesneuveld. Het echtpaar kreeg geen kinderen.
Na het ontstaan van de Weimarrepubliek werkte hij van 1919 tot 1921 voor de deelstaatregering van Sleeswijk-Holstein en daarna een aantal jaar in de Landschaftlichen Bank Schleswig-Holstein, de latere Bank Companie Nord in Kiel. Op 25 april 1923 werd hij tevens geassocieerd lid van het studentencorps Holsatia.
Vanaf 1926 beheerde hij het vaderlijke landgoed Hammersmark en vanaf 1941 was hij ook in het bezit van het landgoed Kamenz in Silezië, dat voorheen beheerd werd door zijn verre familielid Frederik Hendrik van Pruisen. In april 1945 verliet hij het Slot Kamenz, op de vlucht voor het Rode Leger, en trok hij naar Tutzing aan Starnberger See. Zijn vlucht deed zijn gezondheid geen goed en in mei 1945 stierf hij als hemofiliepatiënt aan maagbloedingen. Vervolgens werd Waldemar bijgezet op het kerkhof van Tutzing. Zijn weduwe vestigde zich vervolgens in Erbach, waar ze tot aan haar dood in 1982 het Slot van Reinhartshausen betrok.